# Yukko's POPSAT
Yukko's　POPSAT（ゆっこのぽぷさた）はYBSラジオで放送されていた音楽番組。放送時間は毎週土曜日16:00～16:50。

番組のロゴはYukko's POPSATだが、ユッコのポプサタと日本語の名称で紹介されることが殆どである。
最新ヒットチャートから山梨県内のバンドの紹介までさまざまなジャンルの音楽を紹介する番組。
番組名に含まれる「Yukko(ユッコ)」とは番組パーソナリティの植田有紀子アナのことである。同様に「POPSAT」の「POP」はJ-POPから、「SAT(サタ)」は番組の放送が土曜日であることからきている。
また、この番組は植田アナがこの番組終了後すぐにテレビで生放送されているともちゃん家の5時の中継担当であり、10分程度で中継場所に移動、準備することは不可能なことから収録放送である。
ただし、例外もあり2005年12月10日の放送ではJ1J2入れ替え戦に臨んでいたヴァンフォーレ甲府の試合状況を伝えるために一部生放送で放送された。(その日はとも5での中継はなし)。

## コーナー一覧

### 最新Pop'n チャート
この番組のメインコーナーである。最新のJ-popの売り上げランキングを曲を流しながら紹介する。10位からカウントダウンしていく。
第4位まで紹介したところで洋楽事始めのコーナーをはさんで放送される。より順位が高い曲ほど長い時間流される。

ランキング1位では植田アナの"This week No.1"というジングルの後で第1位の曲が発表される。

### ピックアップアーティスト
日本国内で注目のアーティストを紹介するコーナー。

### 洋楽事始め
世界で活躍する洋楽アーティストを紹介し、そのアーティストの曲を流すコーナー。

番組の公式ページではこのコーナーで紹介されたアーティストの音楽活動に関する生い立ちなどが紹介されている。

### クラシック事始め
洋楽事始めではなくこちらが放送されることがある。
クラシックの曲を紹介するコーナー。紹介される曲に関連する出来事(この曲が収録されるCDが発売されるなど)や曲の解説を行なう。

番組の公式ページではこのコーナーで紹介されたクラシック曲と関連する事柄が紹介されている。

## 番組宣伝CM
この番組の番組宣伝CMは以下のパターンが存在し、主にラジオで放送されている。
- 番組をテーマ曲に乗せて紹介するCM。
- 前回の放送時のPop'n チャート第1位の楽曲をBGMにその曲の簡単な紹介や注目される曲の紹介を行うCM。ただし2週以上連続で同じ楽曲が1位だった場合は2位～10位のなかの注目曲をBGMとして使用する場合もある。また、このパターンではその週の放送に関する情報(番組休止のお知らせなど)も放送する。

## パーソナリティ
- 植田有紀子(YBSアナウンサー)